# 쾌걸 근육맨 2세
《쾌걸 근육맨 2세》(일본어: キン肉マンII世)는 유데 타마고의 만화이다.

## 등장인물

### 정의의 초인 군단 1기 졸업생
근육 만타로
테리 더 키드
가젤맨
세이우친
알렉산드리아 미트

### 정의의 초인 군단 2기 졸업생
제이드
클리오네맨
데드 시그널

## 인간
니카이도 링코
마에카와 타마키(다경)
성우-키우치 레이코/주자영.
케이코(혜영)
성우-노나카 아이/이희수.

### 전설의 초인
킨니쿠 스구루(근육맨(근육스프))
브로켄 주니어
성우-손종환
독일 출신의 제이드의 스승. 제자처럼 그도 역시 독일 출신.
더 닌자(닌자)
근육 아타루
버펄로맨
성우-시영준
헤라클레스 팩토리 교관
리키시맨(스모맨)
성우-신용우
헤라클레스 팩토리 교관
로빈마스크
성우-고우리 다이스케/시영준
헤라클레스 팩토리 교관이자 케빈마스크의 아버지로 근육맨의 절친한 친구사이다. 근육맨과 치열한 대결을 치루다가 결국엔 근육맨에게 패배한다.
테리맨
성우-이정구, 최재호.
테리 더 키드의 아버지로 근육맨의 절친한 친구사이다.
근골맨(해골맨)
성우-장광
구제불능 제3호 본 콜드의 친아버지다.
배불뚝 위원장

## 악행 초인/악의 초인
블러드 킬러(크로스 킬러)
성우-와카모토 노리오/정명준.
근육 만타로가 최초로 싸우는 상대로 계속 도망 다니는 근육 만타로의 갈비찜 덮밥을 짓밟고 모욕하자 근육 만타로가 분노의 근육 버스터의 첫 희생양이 된다.
케빈마스크
텔텔보이(따르릉보이)
MAX맨
스니게이터
스니게이터 2세
션샤인
성우-사토 마사하루/최준영
28년전 악의 초인들 중 가장 강한 실력을 자랑했던 초인. 악몽의 사나이 렉스킹과 체크메이트의 스승.
렉스킹
체크메이트
마르스
한조(도깨비)
성우-나카이 카즈야/시영준
근육별 감옥에서 탈출한 구제불능 제2호로 과거에 닌자의 제자 코쿠모의 얼굴을 빼았고 닌자에게 체포를 당해서 그를 원망하게 된다. 나중에 근육 만타로의 기적의 힘 되찾기에서 풀려나서 근육 만타로에게 싸움을 걸지만 먼저 원한이 있는 닌자와 싸워서 그의 얼굴을 빼았고 근육 만타로의 필살기를 완벽차단하는 실력을 가졌으나 결국 패배해서 떨어질려고 할 때 그에게 구출된다.
본 콜드
성우-히야마 노부유키/현경수
근육별 감옥에서 탈출한 구제불능 제3호로 미트의 친아버지 원로회장 민치를 죽였다. 사실 그는 해골맨의 친아들이다.
바론 맥시밀리언(맥시밀리언 남작)
성우-이정구
데몬 플랜트의 악행초인의 수장 니카이도 링코를 납치하고 근육 만타로와 싸우나 패배.

## 초인월드 그랑프리
프린트맨
성우-최재호
워시어스(양변기맨)
성우-손종환
몸이 양변기처럼 되어있고 전작에서 근육맨과 싸우던 변기맨의 수제자로 1차전에 근육 만타로와 싸우는 초인으로 결국 근육 만타로의 필살기를 받고 패배.
히카르도
성우-신용우
브라질 대표 초인으로 본래는 악마 제조 공장의 악의 초인. 자신을 키워준 스승 파산고 앞에 정체를 드러내는 순간, 스승에게서 배운 기술로 파산고를 KO 시켰고, 의사를 불러달라고 소리치는데 그 소리를 듣고 달려온 제자들이 의사를 부르러 갔지만 한 명만 혼자 남아서 끝까지 상황을 지켜보는데 쓰러진 파산고가 그의 다리를 붙잡자 악의 초인 본성을 드러내 숨통을 끊어버린다. 초인월드 그랑프리 레드조 준결승 전에서 근육 만타로와 겨루나 패배한다.
찌짐이맨
투구맨
성우-정승욱
1차전에서 프린트맨을 쓰러뜨리고, 2차전에서 이류힌과 싸우는 초인으로 자신의 뿔을 부러뜨려서 이류힌의 움직임을 찾아내서 자신의 필살기로 비행기로 변신한 이류힌을 부숴버리려고 하지만 도리어 뿔이 모두 잘려버리고 결국 이류힌의 필살기를 받고 패배.
이류힌
레곡스
성우-최준영
2차전에서 케빈마스크와 싸우는 초인으로 온 몸이 블록으로 되어 있다. 온 몸의 블록을 이용해 미끄럼틀, 클론 블록 등 여러 가지 형태로 만들어 전투 가능하다. 케빈마스크가 몇 번이나 부숴버리지만, 다시 부활하여 케빈마스크를 농락한다. 하지만 몇 번이나 재생하는 모습을 본 케빈마스크가 그의 유일한 약점인 검은색 블록을 찾아내 승리한다.